# Даблин (Вирџинија)
Даблин (енгл. Dublin) град је у америчкој савезној држави Вирџинија. По попису становништва из 2010. у њему је живело 2.534 становника.

## Демографија
Према попису становништва из 2010. у граду је живело 2.534 становника, што је 246 (10,8%) становника више него 2000. године.
| Група             | 2000.         | 2010.         |
| Белци             | 2.030 (88,7%) | 2.199 (86,8%) |
| Афроамериканци    | 196 (8,6%)    | 239 (9,4%)    |
| Азијати           | 7 (0,3%)      | 13 (0,5%)     |
| Хиспаноамериканци | 15 (0,7%)     | 50 (2,0%)     |
| Укупно            | 2.288         | 2.534         |